# Willemia multilobata
Willemia multilobata is een springstaartensoort uit de familie van de Hypogastruridae. De wetenschappelijke naam van de soort is voor het eerst geldig gepubliceerd in 1985 door Gers & Deharveng.